# Các đội tuyển bóng đá quốc gia Việt Nam năm 2023
Dưới đây là lịch và kết quả thi đấu của một số đội tuyển bóng đá quốc gia Việt Nam các cấp trong năm 2023. Bàn thắng của các đội tuyển Việt Nam được liệt kê trước.

## Nam

### Đội tuyển nam quốc gia
Giải vô địch bóng đá Đông Nam Á 2022
| Ngày                                                                 | Địa điểm               | Đối thủ   | Tỷ số | Vòng đấu            | Cầu thủ ghi bàn                                                        | Chi tiết |
| -------------------------------------------------------------------- | ---------------------- | --------- | ----- | ------------------- | ---------------------------------------------------------------------- | -------- |
| 3 tháng 1                                                            | Hà Nội, Việt Nam       | Myanmar   | 3–0   | Bảng B              | - Kyaw Zin Lwin 8' (l.n.) - Nguyễn Tiến Linh 27' - Châu Ngọc Quang 72' | [ 1 ]    |
| 6 tháng 1                                                            | Jakarta, Indonesia     | Indonesia | 0–0   | Bán kết (luợt đi)   |                                                                        | [ 2 ]    |
| 9 tháng 1                                                            | Hà Nội, Việt Nam       | Indonesia | 2–0   | Bán kết (luợt về)   | - Nguyễn Tiến Linh 3', 47'                                             | [ 3 ]    |
| 13 tháng 1                                                           | Hà Nội, Việt Nam       | Thái Lan  | 2–2   | Chung kết (luợt đi) | - Nguyễn Tiến Linh 25' - Vũ Văn Thanh 88'                              | [ 4 ]    |
| 16 tháng 1                                                           | Pathum Thani, Thái Lan | Thái Lan  | 0–1   | Chung kết (luợt về) |                                                                        | [ 5 ]    |
| Việt Nam giành ngôi á quân tại Giải vô địch bóng đá Đông Nam Á 2022. |                        |           |       |                     |                                                                        |          |

Vòng loại Giải vô địch bóng đá thế giới 2026 – Khu vực châu Á (Vòng 2)
| Ngày        | Địa điểm            | Đối thủ     | Tỷ số | Vòng đấu | Cầu thủ ghi bàn                               | Chi tiết |
| ----------- | ------------------- | ----------- | ----- | -------- | --------------------------------------------- | -------- |
| 16 tháng 11 | Manila, Philippines | Philippines | 2–0   | Bảng F   | - Nguyễn Văn Toàn 16' - Nguyễn Đình Bắc 90+4' | [ 6 ]    |
| 21 tháng 11 | Hà Nội, Việt Nam    | Iraq        | 0–1   | Bảng F   |                                               | [ 7 ]    |

Giao hữu
| Ngày        | Địa điểm             | Đối thủ    | Tỷ số | Vòng đấu | Cầu thủ ghi bàn                              | Chi tiết |
| ----------- | -------------------- | ---------- | ----- | -------- | -------------------------------------------- | -------- |
| 15 tháng 6  | Hải Phòng, Việt Nam  | Hồng Kông  | 1–0   | Giao hữu | - Quế Ngọc Hải 32' (ph.đ.)                   | [ 8 ]    |
| 20 tháng 6  | Nam Định, Việt Nam   | Syria      | 1–0   | Giao hữu | - Phạm Tuấn Hải 49'                          | [ 9 ]    |
| 11 tháng 9  | Nam Định, Việt Nam   | Palestine  | 2–0   | Giao hữu | - Nguyễn Công Phượng 61' - Phạm Tuấn Hải 78' | [ 10 ]   |
| 10 tháng 10 | Đại Liên, Trung Quốc | Trung Quốc | 0–2   | Giao hữu |                                              | [ 11 ]   |
| 13 tháng 10 | Đại Liên, Trung Quốc | Uzbekistan | 0–2   | Giao hữu |                                              | [ 12 ]   |
| 17 tháng 10 | Suwon, Hàn Quốc      | Hàn Quốc   | 0–6   | Giao hữu |                                              | [ 13 ]   |

### Đội tuyển U-22,U-23 quốc gia& Đội tuyển Olympic
Cúp bóng đá U-23 Doha 2023
| Ngày                                                | Địa điểm    | Đối thủ    | Tỷ số       | Vòng đấu | Cầu thủ ghi bàn                                                                                        | Chi tiết |
| --------------------------------------------------- | ----------- | ---------- | ----------- | -------- | --- | -------- |
| 23 tháng 3                                          | Doha, Qatar | Iraq       | 0–3         | Vòng 1   | | [ 14 ]   |
| 26 tháng 3                                          | Doha, Qatar | UAE        | 0–4         | Vòng 2   | | [ 15 ]   |
| 29 tháng 3                                          | Doha, Qatar | Kyrgyzstan | 0–0 (4–5 p) | Vòng 3   | Loạt sút luân lưu - Trần Văn Thắng - Khuất Văn Khang - Võ Minh Trọng - Vũ Tiến Long - Nguyễn Quốc Việt | [ 16 ]   |
| Việt Nam xếp thứ 10 tại Cúp bóng đá U-23 Doha 2023. |             |            |             |          | |          |

Đại hội Thể thao Đông Nam Á 2023 (U-22)
| Ngày                                                                 | Địa điểm              | Đối thủ   | Tỷ số | Vòng đấu              | Cầu thủ ghi bàn                                               | Chi tiết |
| -------------------------------------------------------------------- | --------------------- | --------- | ----- | --------------------- | ------------------------------------------------------------- | -------- |
| 30 tháng 4                                                           | Phnôm Pênh, Campuchia | Lào       | 2–0   | Bảng B                | - Nguyễn Văn Tùng 2' - Nguyễn Quốc Việt 90+2'                 | [ 17 ]   |
| 3 tháng 5                                                            | Phnôm Pênh, Campuchia | Singapore | 3–1   | Bảng B                | - Nguyễn Văn Tùng 36' - Nguyễn Thái Sơn 43' - Noor 80' (l.n.) | [ 18 ]   |
| 8 tháng 5                                                            | Phnôm Pênh, Campuchia | Malaysia  | 2–1   | Bảng B                | - Nguyễn Văn Tùng 6', 33'                                     | [ 19 ]   |
| 11 tháng 5                                                           | Phnôm Pênh, Campuchia | Thái Lan  | 1–1   | Bảng B                | - Lê Quốc Nhật Nam 55'                                        | [ 20 ]   |
| 13 tháng 5                                                           | Phnôm Pênh, Campuchia | Indonesia | 2–3   | Bán kết               | - Nguyễn Văn Tùng 36' - Bagas 79' (l.n.)                      | [ 21 ]   |
| 16 tháng 5                                                           | Phnôm Pênh, Campuchia | Myanmar   | 3–1   | Tranh huy chương đồng | - Hồ Văn Cường 8', 34' - Khuất Văn Khang 57'                  | [ 22 ]   |
| Việt Nam giành huy chương đồng tại Đại hội Thể thao Đông Nam Á 2023. |                       |           |       |                       |                                                               |          |

Giải vô địch bóng đá U-23 Đông Nam Á 2023
| Ngày                                                        | Địa điểm         | Đối thủ     | Tỷ số                | Vòng đấu  | Cầu thủ ghi bàn | Chi tiết |
| ----------------------------------------------------------- | ---------------- | ----------- | -------------------- | --------- | --- | -------- |
| 20 tháng 8                                                  | Rayong, Thái Lan | Lào         | 4–1                  | Bảng C    | - Võ Hoàng Minh Khoa 23' - Nguyễn Minh Quang 72' - Đinh Xuân Tiến 76' - Bùi Vĩ Hào 90+3'                              | [ 23 ]   |
| 22 tháng 8                                                  | Rayong, Thái Lan | Philippines | 1–0                  | Bảng C    | - Nguyễn Hữu Tuấn 18'                                                                                                 | [ 24 ]   |
| 24 tháng 8                                                  | Rayong, Thái Lan | Malaysia    | 4–1                  | Bán kết   | - Đinh Xuân Tiến 8', 44' - Nguyễn Quốc Việt 32' - Nguyễn Hồng Phúc 85'                                                | [ 25 ]   |
| 26 tháng 8                                                  | Rayong, Thái Lan | Indonesia   | 0–0 (s.h.p.) (6–5 p) | Chung kết | Loạt sút luân lưu - Nguyễn Đức Việt - Đinh Xuân Tiến - Lê Nguyên Hoàng - Trần Nam Hải - Lương Duy Cương - Thái Bá Đạt | [ 26 ]   |
| Việt Nam vô địch Giải vô địch bóng đá U-23 Đông Nam Á 2023. |                  |             |                      |           | |          |

Vòng loại Cúp bóng đá U-23 châu Á 2024
| Ngày                                                                        | Địa điểm          | Đối thủ   | Tỷ số | Vòng đấu | Cầu thủ ghi bàn | Chi tiết |
| --------------------------------------------------------------------------- | ----------------- | --------- | ----- | -------- | --- | -------- |
| 6 tháng 9                                                                   | Phú Thọ, Việt Nam | Guam      | 6–0   | Bảng C   | - Lê Văn Đô 33' - Nguyễn Văn Tùng 54' (ph.đ.) - Hồ Văn Cường 68' - Nguyễn Thanh Nhàn 79' - Hoàng Văn Toản 84' - Bùi Vĩ Hào 90' (ph.đ.) | [ 27 ]   |
| 9 tháng 9                                                                   | Phú Thọ, Việt Nam | Yemen     | 1–0   | Bảng C   | - Bùi Vĩ Hào 84' | [ 28 ]   |
| 12 tháng 9                                                                  | Phú Thọ, Việt Nam | Singapore | 2–2   | Bảng C   | - Nguyễn Đình Bắc 13' (ph.đ.) - Nguyễn Hữu Nam 78'                                                                                     | [ 29 ]   |
| Việt Nam đứng nhất Bảng C và giành vé tham dự Cúp bóng đá U-23 châu Á 2024. |                   |           |       |          | |          |

Đại hội Thể thao châu Á 2022 (Olympic)
| Ngày                                                                                | Địa điểm              | Đối thủ     | Tỷ số | Vòng đấu | Cầu thủ ghi bàn                                                        | Chi tiết |
| ----------------------------------------------------------------------------------- | --------------------- | ----------- | ----- | -------- | ---------------------------------------------------------------------- | -------- |
| 19 tháng 9                                                                          | Hàng Châu, Trung Quốc | Mông Cổ     | 4–2   | Bảng B   | - Nguyễn Quốc Việt 3', 31' - Khuất Văn Khang 41' - Võ Nguyên Hoàng 64' | [ 30 ]   |
| 21 tháng 9                                                                          | Hàng Châu, Trung Quốc | Iran        | 0–4   | Bảng B   |                                                                        | [ 31 ]   |
| 24 tháng 9                                                                          | Hàng Châu, Trung Quốc | Ả Rập Xê Út | 1–3   | Bảng B   | - Aboulshamat 90+4' (l.n.)                                             | [ 32 ]   |
| Việt Nam xếp thứ ba bảng B và dừng chân tại vòng bảng Đại hội Thể thao châu Á 2022. |                       |             |       |          |                                                                        |          |

### Đội tuyển U-18, U-19, U-20 quốc gia
Cúp bóng đá U-20 châu Á 2023
| Ngày                                                                                | Địa điểm            | Đối thủ | Tỷ số | Vòng đấu | Cầu thủ ghi bàn                                  | Chi tiết |
| ----------------------------------------------------------------------------------- | ------------------- | ------- | ----- | -------- | ------------------------------------------------ | -------- |
| 1 tháng 3                                                                           | Fergana, Uzbekistan | Úc      | 1–0   | Bảng B   | - Nguyễn Quốc Việt 6'                            | [ 33 ]   |
| 4 tháng 3                                                                           | Fergana, Uzbekistan | Qatar   | 2–1   | Bảng B   | - Nguyễn Quốc Việt 45+2' - Nguyễn Văn Trường 90' | [ 34 ]   |
| 7 tháng 3                                                                           | Fergana, Uzbekistan | Iran    | 1–3   | Bảng B   | - Khuất Văn Khang 56'                            | [ 35 ]   |
| Việt Nam xếp thứ ba bảng B và dừng chân tại vòng bảng Cúp bóng đá U-20 châu Á 2023. |                     |         |       |          |                                                  |          |

U-18 Seoul EOU Cup 2023
| Ngày                                                    | Địa điểm        | Đối thủ  | Tỷ số | Vòng đấu | Cầu thủ ghi bàn                                | Chi tiết |
| ------------------------------------------------------- | --------------- | -------- | ----- | -------- | ---------------------------------------------- | -------- |
| 10 tháng 10                                             | Seoul, Hàn Quốc | Maroc    | 0–5   | Vòng 1   |                                                | [ 36 ]   |
| 12 tháng 10                                             | Seoul, Hàn Quốc | Ukraina  | 2–3   | Vòng 2   | - Nguyễn Công Phương 12' - Hoàng Minh Tiến 55' | [ 37 ]   |
| 15 tháng 10                                             | Seoul, Hàn Quốc | Hàn Quốc | 0–2   | Vòng 3   |                                                | [ 38 ]   |
| Việt Nam xếp cuối cùng tại tại U-18 Seoul EOU Cup 2023. |                 |          |       |          |                                                |          |

Giao hữu
| Ngày       | Địa điểm            | Đối thủ     | Tỷ số | Vòng đấu | Cầu thủ ghi bàn                              | Chi tiết |
| ---------- | ------------------- | ----------- | ----- | -------- | -------------------------------------------- | -------- |
| 18 tháng 2 | Riyadh, Ả Rập Xê Út | Ả Rập Xê Út | 2–1   | Giao hữu | - Khuất Văn Khang 10' - Nguyễn Quốc Việt 25' | [ 39 ]   |
| 23 tháng 3 | Sharjah, UAE        | Dubai City  | 0–1   | Giao hữu |                                              | [ 40 ]   |

### Đội tuyển U-16, U-17 quốc gia
Cúp bóng đá U-17 châu Á 2023
| Ngày                                                                              | Địa điểm               | Đối thủ    | Tỷ số | Vòng đấu | Cầu thủ ghi bàn       | Chi tiết |
| --------------------------------------------------------------------------------- | ---------------------- | ---------- | ----- | -------- | --------------------- | -------- |
| 17 tháng 6                                                                        | Pathum Thani, Thái Lan | Ấn Độ      | 1–1   | Bảng D   | - Lê Đình Long Vũ 44' | [ 41 ]   |
| 20 tháng 6                                                                        | Băng Cốc, Thái Lan     | Nhật Bản   | 0–4   | Bảng D   |                       | [ 42 ]   |
| 23 tháng 6                                                                        | Pathum Thani, Thái Lan | Uzbekistan | 0–1   | Bảng D   |                       | [ 43 ]   |
| Việt Nam xếp cuối bảng D và dừng chân tại vòng bảng Cúp bóng đá U-17 châu Á 2023. |                        |            |       |          |                       |          |

Giao hữu
| Ngày       | Địa điểm    | Đối thủ | Tỷ số | Vòng đấu | Cầu thủ ghi bàn                                       | Chi tiết |
| ---------- | ----------- | ------- | ----- | -------- | ----------------------------------------------------- | -------- |
| 19 tháng 5 | Doha, Qatar | Lào     | 0–0   | Giao hữu |                                                       | [ 44 ]   |
| 21 tháng 5 | Doha, Qatar | Qatar   | 2–0   | Giao hữu | - Lê Huỳnh Triệu (1 bàn) - Nguyễn Công Phương (1 bàn) | [ 45 ]   |

### Đội tuyển futsal quốc gia
Vòng loại Cúp bóng đá trong nhà châu Á 2024
| Ngày                                                                             | Địa điểm             | Đối thủ  | Tỷ số | Vòng đấu | Cầu thủ ghi bàn                                                                                             | Chi tiết |
| -------------------------------------------------------------------------------- | -------------------- | -------- | ----- | -------- | --- | -------- |
| 7 tháng 10                                                                       | Ulaanbaatar, Mông Cổ | Mông Cổ  | 6–1   | Bảng D   | - Nguyễn Thịnh Phát 9', 22' - Nguyễn Minh Trí 12' - Nhan Gia Hưng 21' - Ngô Ngọc Sơn 27' - Phạm Đức Hòa 31' | [ 46 ]   |
| 9 tháng 10                                                                       | Ulaanbaatar, Mông Cổ | Nepal    | 5–0   | Bảng D   | - Châu Đoàn Phát 2', 40' - Dương Ngọc Linh 9' - Nguyễn Minh Trí 19' - Từ Minh Quang 22'                     | [ 47 ]   |
| 11 tháng 10                                                                      | Ulaanbaatar, Mông Cổ | Hàn Quốc | 5–2   | Bảng D   | - Dương Ngọc Linh 15', 29' - Nhan Gia Hưng 16' - Đinh Công Viên 29' - Nguyễn Minh Trí 35'                   | [ 48 ]   |
| Việt Nam đứng nhất Bảng D và giành vé tham dự Cúp bóng đá trong nhà châu Á 2024. |                      |          |       |          | |          |

Giao hữu
| Ngày       | Địa điểm                        | Đối thủ          | Tỷ số | Vòng đấu | Cầu thủ ghi bàn                                                                                             | Chi tiết |
| ---------- | ------------------------------- | ---------------- | ----- | -------- | --- | -------- |
| 25 tháng 5 | Thành phố Hồ Chí Minh, Việt Nam | Quần đảo Solomon | 5–0   | Giao hữu | - Talo 16' (l.n.) - Nguyễn Trần Duy 32' - Nguyễn Thịnh Phát 35' - Dương Ngọc Linh 38' - Nguyễn Hữu Phúc 40' | [ 49 ]   |
| 26 tháng 5 | Thành phố Hồ Chí Minh, Việt Nam | Quần đảo Solomon | 5–0   | Giao hữu | - Từ Minh Quang 1' - Nguyễn Thịnh Phát 18' - Nguyễn Minh Trí 25' (ph.đ.), 35' - Nguyễn Văn Tuấn 34' (ph.đ.) | [ 50 ]   |
| 4 tháng 6  | Asunción, Paraguay              | Paraguay         | 2–3   | Giao hữu | - Dương Ngọc Linh (1 bàn) - Châu Đoàn Phát (1 bàn)                                                          | [ 51 ]   |
| 6 tháng 6  | Asunción, Paraguay              | Paraguay         | 4–4   | Giao hữu | - Dương Ngọc Linh 4' - Phạm Đức Hoà 22', 27' - Mareco 26' (l.n.)                                            | [ 52 ]   |
| 8 tháng 6  | Asunción, Paraguay              | Paraguay         | 0–2   | Giao hữu | | [ 53 ]   |
| 10 tháng 6 | Buenos Aires, Argentina         | Argentina        | 1–4   | Giao hữu | - Trần Thái Huy 4'                                                                                          | [ 54 ]   |
| 14 tháng 6 | Buenos Aires, Argentina         | Argentina        | 0–3   | Giao hữu | | [ 55 ]   |
| 17 tháng 9 | Thành phố Hồ Chí Minh, Việt Nam | Hungary          | 1–4   | Giao hữu | - Nguyễn Minh Trí 39'                                                                                       | [ 56 ]   |
| 19 tháng 9 | Thành phố Hồ Chí Minh, Việt Nam | Nga              | 3–3   | Giao hữu | - Demin 29' (l.n.) - Châu Đoàn Phát 30' - Phạm Đức Hoà 40'                                                  | [ 57 ]   |

## Nữ

### Đội tuyển nữ quốc gia
Vòng loại bóng đá nữ Thế vận hội Mùa hè 2024 khu vực châu Á (Vòng 1)
| Ngày | Địa điểm         | Đối thủ | Tỷ số | Vòng đấu | Cầu thủ ghi bàn                                                                                         | Chi tiết |
| --- | ---------------- | ------- | ----- | -------- | --- | -------- |
| 5 tháng 4                                                                                                 | Kathmandu, Nepal | Nepal   | 5–1   | Bảng C   | - Phạm Hải Yến 11' - Huỳnh Như 36' (ph.đ.), 48' - Nguyễn Thị Bích Thùy 38' - Nguyễn Thị Thanh Nhã 90+1' | [ 58 ]   |
| 8 tháng 4                                                                                                 | Kathmandu, Nepal | Nepal   | 2–0   | Bảng C   | - Phạm Hải Yến 4', 7'                                                                                   | [ 59 ]   |
| Việt Nam đứng nhất Bảng C và lọt vào vòng loại thứ hai bóng đá nữ Thế vận hội Mùa hè 2024 khu vực châu Á. |                  |         |       |          | |          |

Đại hội Thể thao Đông Nam Á 2023
| Ngày                                                                 | Địa điểm              | Đối thủ     | Tỷ số | Vòng đấu  | Cầu thủ ghi bàn                                                                                      | Chi tiết |
| -------------------------------------------------------------------- | --------------------- | ----------- | ----- | --------- | --- | -------- |
| 3 tháng 5                                                            | Phnôm Pênh, Campuchia | Malaysia    | 3–0   | Bảng A    | - Phạm Hải Yến 5' - Nguyễn Thị Bích Thùy 25' - Jaciah 34' (l.n.)                                     | [ 60 ]   |
| 6 tháng 5                                                            | Phnôm Pênh, Campuchia | Myanmar     | 3–1   | Bảng A    | - Huỳnh Như 10' - Nguyễn Thị Thanh Nhã 76' - Trần Thị Thùy Trang 89'                                 | [ 61 ]   |
| 9 tháng 5                                                            | Phnôm Pênh, Campuchia | Philippines | 1–2   | Bảng A    | - Nguyễn Thị Bích Thùy 41'                                                                           | [ 62 ]   |
| 12 tháng 5                                                           | Phnôm Pênh, Campuchia | Campuchia   | 4–0   | Bán kết   | - Ngân Thị Vạn Sự 20' - Phạm Hải Yến 30' - Trần Thị Thùy Trang 36' (ph.đ.) - Huỳnh Như 90+3' (ph.đ.) | [ 63 ]   |
| 15 tháng 5                                                           | Phnôm Pênh, Campuchia | Myanmar     | 2–0   | Chung kết | - Huỳnh Như 12' - Nguyễn Thị Thanh Nhã 75'                                                           | [ 64 ]   |
| Việt Nam giành huy chương vàng tại Đại hội Thể thao Đông Nam Á 2023. |                       |             |       |           | |          |

Giải vô địch bóng đá nữ thế giới 2023
| Ngày                                                                                       | Địa điểm              | Đối thủ    | Tỷ số | Vòng đấu | Cầu thủ ghi bàn | Chi tiết |
| ------------------------------------------------------------------------------------------ | --------------------- | ---------- | ----- | -------- | --------------- | -------- |
| 22 tháng 7                                                                                 | Auckland, New Zealand | Hoa Kỳ     | 0–3   | Bảng E   |                 | [ 65 ]   |
| 27 tháng 7                                                                                 | Hamilton, New Zealand | Bồ Đào Nha | 0–2   | Bảng E   |                 | [ 66 ]   |
| 1 tháng 8                                                                                  | Dunedin, New Zealand  | Hà Lan     | 0–7   | Bảng E   |                 | [ 67 ]   |
| Việt Nam xếp cuổi bảng E và dừng chân tại vòng bảng Giải vô địch bóng đá nữ thế giới 2023. |                       |            |       |          |                 |          |

Đại hội Thể thao châu Á 2022
| Ngày                                                                             | Địa điểm            | Đối thủ    | Tỷ số | Vòng đấu | Cầu thủ ghi bàn | Chi tiết |
| -------------------------------------------------------------------------------- | ------------------- | ---------- | ----- | -------- | --- | -------- |
| 22 tháng 9                                                                       | Ôn Châu, Trung Quốc | Nepal      | 2–0   | Bảng D   | - Phạm Hải Yến 53' - Nguyễn Thị Bích Thùy 64'                                                                         | [ 68 ]   |
| 25 tháng 9                                                                       | Ôn Châu, Trung Quốc | Bangladesh | 6–1   | Bảng D   | - Phạm Hải Yến 5' - Nguyễn Thị Thúy Hằng 34' - Trần Thị Duyên 65' - Nguyễn Thị Bích Thùy 71', 80' - Thái Thị Thảo 78' | [ 69 ]   |
| 28 tháng 9                                                                       | Ôn Châu, Trung Quốc | Nhật Bản   | 0–7   | Bảng D   | | [ 70 ]   |
| Việt Nam xếp nhì bảng D và dừng chân tại vòng bảng Đại hội Thể thao châu Á 2022. |                     |            |       |          | |          |

Vòng loại bóng đá nữ Thế vận hội Mùa hè 2024 khu vực châu Á (Vòng 2)
| Ngày                                                                                                  | Địa điểm             | Đối thủ    | Tỷ số | Vòng đấu | Cầu thủ ghi bàn                                           | Chi tiết |
| --- | -------------------- | ---------- | ----- | -------- | --------------------------------------------------------- | -------- |
| 26 tháng 10                                                                                           | Tashkent, Uzbekistan | Uzbekistan | 0–1   | Bảng C   |                                                           | [ 71 ]   |
| 29 tháng 10                                                                                           | Tashkent, Uzbekistan | Ấn Độ      | 3–1   | Bảng C   | - Huỳnh Như 4' - Trần Thị Hải Linh 22' - Phạm Hải Yến 73' | [ 72 ]   |
| 1 tháng 11                                                                                            | Tashkent, Uzbekistan | Nhật Bản   | 0–2   | Bảng C   |                                                           | [ 73 ]   |
| Việt Nam xếp thứ ba bảng C và dừng chân tại vòng loại thứ hai Thế vận hội Mùa hè 2024 khu vực châu Á. |                      |            |       |          |                                                           |          |

Giao hữu
| Ngày       | Địa điểm               | Đối thủ     | Tỷ số | Vòng đấu | Cầu thủ ghi bàn              | Chi tiết |
| ---------- | ---------------------- | ----------- | ----- | -------- | ---------------------------- | -------- |
| 24 tháng 6 | Offenbach am Main, Đức | Đức         | 1–2   | Giao hữu | - Nguyễn Thị Thanh Nhã 90+3' | [ 74 ]   |
| 10 tháng 7 | Napier, New Zealand    | New Zealand | 0–2   | Giao hữu |                              | [ 75 ]   |
| 14 tháng 7 | Auckland, New Zealand  | Tây Ban Nha | 0–9   | Giao hữu |                              | [ 76 ]   |

### Đội tuyển U-19, U-20 nữ quốc gia
Vòng loại Cúp bóng đá U-20 nữ châu Á 2024 (Vòng 1)
| Ngày                                                                                    | Địa điểm          | Đối thủ   | Tỷ số | Vòng đấu | Cầu thủ ghi bàn | Chi tiết |
| --------------------------------------------------------------------------------------- | ----------------- | --------- | ----- | -------- | --- | -------- |
| 7 tháng 3                                                                               | Phú Thọ, Việt Nam | Indonesia | 3–0   | Bảng F   | - Lưu Hoàng Vân 2' - Hoàng Thị Ngọc Ánh 8' - Vũ Thị Hoa 37' (ph.đ.)                                                                                          | [ 77 ]   |
| 9 tháng 3                                                                               | Phú Thọ, Việt Nam | Singapore | 11–0  | Bảng F   | - Ngọc Minh Chuyên 2', 55', 69', 90' - Tạ Thị Thuỷ 11', 14' - Erwan 26' (l.n.) - Nguyễn Thị Hải Yến 47', 64' - Trần Nhật Lan 54' (ph.đ.) - Lưu Hoàng Vân 87' | [ 78 ]   |
| 11 tháng 3                                                                              | Phú Thọ, Việt Nam | Ấn Độ     | 1–1   | Bảng F   | - Trần Nhật Lan 45+2' | [ 79 ]   |
| Việt Nam đứng nhất Bảng F và lọt vào vòng loại thứ hai Cúp bóng đá U-20 nữ châu Á 2024. |                   |           |       |          | |          |

Vòng loại Cúp bóng đá U-20 nữ châu Á 2024 (Vòng 2)
| Ngày                                                                          | Địa điểm          | Đối thủ | Tỷ số | Vòng đấu | Cầu thủ ghi bàn                                                    | Chi tiết |
| ----------------------------------------------------------------------------- | ----------------- | ------- | ----- | -------- | ------------------------------------------------------------------ | -------- |
| 3 tháng 6                                                                     | Phú Thọ, Việt Nam | Iran    | 3–2   | Bảng A   | - Hoàng Thị Ngọc Ánh 10' - Ngọc Minh Chuyên 36' - Lê Thị Trang 64' | [ 80 ]   |
| 5 tháng 6                                                                     | Phú Thọ, Việt Nam | Liban   | 3–0   | Bảng A   | - Ngọc Minh Chuyên 45+4', 80' - Lê Thị Bảo Trâm 76'                | [ 81 ]   |
| 7 tháng 6                                                                     | Phú Thọ, Việt Nam | Úc      | 0–2   | Bảng A   |                                                                    | [ 82 ]   |
| Việt Nam đứng nhì Bảng A và giành vé tham dự Cúp bóng đá U-20 nữ châu Á 2024. |                   |         |       |          |                                                                    |          |

Giải vô địch bóng đá U-19 nữ Đông Nam Á 2023
| Ngày                                                                         | Địa điểm             | Đối thủ   | Tỷ số        | Vòng đấu  | Cầu thủ ghi bàn                                                                                           | Chi tiết |
| ---------------------------------------------------------------------------- | -------------------- | --------- | ------------ | --------- | --- | -------- |
| 6 tháng 7                                                                    | Palembang, Indonesia | Singapore | 5–0          | Bảng B    | - Lưu Hoàng Vân 7', 17' - Ngọc Minh Chuyên 14' - Hồ Thị Thanh Thảo 16' - Lê Thị Bảo Trâm 65' (ph.đ.)      | [ 83 ]   |
| 10 tháng 7                                                                   | Palembang, Indonesia | Malaysia  | 6–0          | Bảng B    | - Vũ Thị Hoa 21' (ph.đ.) - Ngọc Minh Chuyên 25', 53', 88' - Nguyễn Thùy Linh 67' - Hoàng Thị Ngọc Ánh 80' | [ 84 ]   |
| 13 tháng 7                                                                   | Palembang, Indonesia | Myanmar   | 2–1 (s.h.p.) | Bán kết   | - Ngọc Minh Chuyên 43' - Lê Thị Trang 104'                                                                | [ 85 ]   |
| 15 tháng 7                                                                   | Palembang, Indonesia | Thái Lan  | 1–2          | Chung kết | - Lý Linh Trang 75'                                                                                       | [ 86 ]   |
| Việt Nam giành ngôi á quân tại Giải vô địch bóng đá U-19 nữ Đông Nam Á 2023. |                      |           |              |           | |          |

### Đội tuyển U-17 nữ quốc gia
Jenesys Memorial Cup 2023
| Ngày                                                      | Địa điểm          | Đối thủ      | Tỷ số | Vòng đấu  | Cầu thủ ghi bàn | Chi tiết |
| --------------------------------------------------------- | ----------------- | ------------ | ----- | --------- | --- | -------- |
| 17 tháng 3                                                | Okinawa, Nhật Bản | Malaysia     | 3–0   | Bảng A    | - Lê Hồng Yêu 3' - Nguyễn Thu Trang 48' - Đậu Nguyễn Quỳnh Anh 50' | [ 87 ]   |
| 18 tháng 3                                                | Okinawa, Nhật Bản | U-17 Okinawa | 10–0  | Bảng A    | - Nguyễn Thị Quỳnh Anh (3 bàn) - Trương Thị Hoài Trinh (2 bàn) - Lo Thị May (2 bàn) - Đèo Ky Chun (1 bàn) - Nguyễn Ngô Thảo Nguyên (1 bàn) - Nguyễn Thị Kim Anh (1 bàn) | [ 88 ]   |
| 20 tháng 3                                                | Okinawa, Nhật Bản | Singapore    | 4–0   | Bán kết   | - Lê Thị Trang 12', 18' - Lê Hồng Yêu 20' - Đèo Ky Chun 43' | [ 89 ]   |
| 21 tháng 3                                                | Okinawa, Nhật Bản | Nhật Bản     | 0–12  | Chung kết | | [ 90 ]   |
| Việt Nam giành ngôi á quân tại Jenesys Memorial Cup 2023. |                   |              |       |           | |          |

Vòng loại Cúp bóng đá U-17 nữ châu Á 2024 (Vòng 1)
| Ngày                                                                                    | Địa điểm         | Đối thủ    | Tỷ số | Vòng đấu | Cầu thủ ghi bàn | Chi tiết |
| --------------------------------------------------------------------------------------- | ---------------- | ---------- | ----- | -------- | --- | -------- |
| 22 tháng 4                                                                              | Hà Nội, Việt Nam | Palestine  | 5–0   | Bảng C   | - Đỗ Thị Thúy Nga 10' - Đậu Nguyễn Quỳnh Anh 36' - Nguyễn Thu Trang 39' - Nguyễn Ngô Thảo Nguyên 53' - Nguyễn Thị Quỳnh Anh 60' | [ 91 ]   |
| 24 tháng 4                                                                              | Hà Nội, Việt Nam | Uzbekistan | 3–0   | Bảng C   | - Ngân Thị Thanh Hiếu 10' - Trương Thị Hoài Trinh 72' - Nguyễn Thị Thương 76'                                                   | [ 92 ]   |
| Việt Nam đứng nhất Bảng F và lọt vào vòng loại thứ hai Cúp bóng đá U-17 nữ châu Á 2024. |                  |            |       |          | |          |

Vòng loại Cúp bóng đá U-17 nữ châu Á 2024 (Vòng 2)
| Ngày | Địa điểm         | Đối thủ     | Tỷ số | Vòng đấu | Cầu thủ ghi bàn                                        | Chi tiết |
| --- | ---------------- | ----------- | ----- | -------- | ------------------------------------------------------ | -------- |
| 20 tháng 9 | Hà Nội, Việt Nam | Bangladesh  | 2–0   | Bảng B   | - Nguyễn Ngô Thảo Nguyên 41' - Ngân Thị Thanh Hiếu 64' | [ 93 ]   |
| 22 tháng 9 | Hà Nội, Việt Nam | Úc          | 1–2   | Bảng B   | - Ngân Thị Thanh Hiếu 28'                              | [ 94 ]   |
| 24 tháng 9 | Hà Nội, Việt Nam | Philippines | 0–1   | Bảng B   |                                                        | [ 95 ]   |
| Việt Nam xếp thứ ba Bảng B và dừng chân tại vòng loại thứ hai Cúp bóng đá U-17 nữ châu Á 2024, không thể giành vé tham dự Cúp bóng đá U-17 nữ châu Á 2024. |                  |             |       |          |                                                        |          |